# Todd Ridge
Todd Ridge ist ein schmaler und abgeflachter Gebirgskamm im westantarktischen Marie-Byrd-Land. In den Horlick Mountains ragt er am nordwestlichen Ende der Long Hills auf.
Der United States Geological Survey kartierte ihn anhand eigener Vermessungen und Luftaufnahmen der United States Navy aus den Jahren von 1958 bis 1960. Das Advisory Committee on Antarctic Names benannte ihn 1962 nach Marion N. Todd, Polarlichtforscher auf der Byrd-Station im Jahr 1958.